# Fédération française de ski nautique et de wakeboard
 (mars 2022).
Si vous disposez d'ouvrages ou d'articles de référence ou si vous connaissez des sites web de qualité traitant du thème abordé ici, merci de compléter l'article en donnant les références utiles à sa vérifiabilité et en les liant à la section « Notes et références ».
La Fédération française de ski nautique et de wakeboard (FFSNW) est une association régie par la loi du 1er juillet 1901, et est l'organisme d’encadrement, de promotion et de développement du ski nautique, du wakeboard et des disciplines associées en France.
La FFSNW est membre de la Fédération internationale de ski nautique et de wakeboard (International Waterski and Wakeboard Federation) et du Comité national olympique et sportif français (CNOSF).
En 2009, la FFSNW compte 18 403 licenciés avec une augmentation de 15 % entre 2005 et 2009. Les hommes représentent 64 % des effectifs et 60 % des licencié(e)s ont moins de vingt ans.

## Historique
En 1946, la France participe à la création de l'Union mondiale de ski nautique (qui devient en 1991 la Fédération internationale de ski nautique).
Le 18 mars 1947, Maguy Savard créé la Fédération française de ski nautique.
En 1949, les premiers championnats du Monde sont organisés en France à Juan-les-Pins (Alpes-Maritimes).
En 1963, les Championnats du Monde se déroulent à Vichy (Allier).
En 1978, Patrice Martin devient champion d’Europe à l’âge de 14 ans. Il possède aujourd’hui l'un des plus beaux palmarès du sport français, avec 12 titres de champion du monde, 34 titres de champion d'Europe et 25 records du monde.
En 1985, les Championnats du Monde se déroulent à Toulouse (Haute-Garonne).
En 1995, les Championnats du Monde se déroulent à Roquebrune-sur-Argens (Var).
En 1996, la fédération reconnaît officiellement le wakeboard et créé une commission dont l’objectif est de structurer le développement de cette discipline. Des formations de juges et d’initiateurs sont mises en place. S'organisent alors les premiers Championnats de France de wakeboard à Viry-Châtillon.
En 2009, la FFSN devient la FFSNW - Fédération Française de Ski Nautique & de Wakeboard.
Dernière avancée technologique : le simulateur de ski nautique et de wakeboard permettant de pratiquer le sport en lieu clos.
En 2016 et 2018 l'Équipe de France obtient plusieurs titres aux championnats du monde et championnats d'Europe.
En 2019, la France est sacrée double Championne du Monde par équipe (Open et Catégories d'âge) en Wake Câble à Mexico.
En 2019, Manon Costard décroche le titre de Championne du Monde Ski Nautique Slalom à Putrajaya, Malaisie.
En 2020, la Fédération déménage ses bureaux au sein du Parc Interdépartemental des Sports Paris Val-de-Marne et lance les travaux de création du Centre Technique National avec le premier téléski nautique fédéral.
Le premier centre technique national ouvre l'été 2021 à Choisy-le-Roi. Le complexe sportif, situé sur le même terrain que les nouveaux bureaux de la fédération, comprend ainsi toutes les disciplines présentes au sein de la fédération.

## Rôle
Les missions principales de la Fédération sont de :
- Promouvoir, organiser et développer le ski nautique, le wakeboard et les disciplines associées en France.
- Délivrer des licences.
- Édicter et faire respecter les règlements fédéraux, en conformité avec la Fédération internationale de ski nautique et de wakeboard (IWWF).
- Assurer la formation et le perfectionnement des dirigeants, animateurs, formateurs, entraîneurs fédéraux et brevets d’État.
- Coordonner et soutenir les clubs de ski nautique, de wakeboard et des disciplines associées en France.
- Organiser les compétitions sportives donnant lieu à la délivrance de titres internationaux, nationaux, régionaux ou départementaux.
- Veille au respect de la Charte déontologique du sport établie par le Comité national olympique et sportif français (CNOSF).

## Disciplines régies par la FFSNW[2]
- Ski nautique classique
- Wakeboard (dont wakeskate)
- Téléski nautique (classique et wakeboard)
- Kneeboard
- Nu-pied ou barefoot
- Courses de vitesse
- Para Ski Nautique et Para-Wakeboard

## Magazines de la fédération
- 1967 à 2000 : Ski nautique (magazine)
- 2001 à 2010 : Wake et ski magazine (W&S)
- 2015: Une année sur l'eau

## Présidents
- 1947 - 1957 : Maguy Savard
- 1958 - 1960 : Marcel Tordo
- 1961 : Henry Longuet
- 1962 - 1963 : Jean-Claude Dailly
- 1963 - 1967 : Roland Jamin
- 1967 - 1971 : René La Bruyère
- 1972 - 1976 : Mireille Jamin
- 1977 - 1981 : Jean-Marie Muller
- 1982 - 1992 : Guy Leprince
- 1993 Gérard Boucherot
- 1994 - 2005 : Alain Amade
- 2006 : François Lemann
- 2007 - 2009 : Michel Botton
- Depuis 2009 : Patrice Martin

## Statistiques[3]
| Années | Nombre de Licenciés | Évolution du nombre de licences /année précédente | Nombre de clubs adhérant à la FFSNW |
| ------ | ------------------- | ------------------------------------------------- | ----------------------------------- |
| 1995   | 10939               | Pas de donnée                                     | 223                                 |
| 1996   | 10504               | -3,9 %                                            | 228                                 |
| 1997   | 11849               | 12,8 %                                            | 227                                 |
| 1998   | 12309               | 3,9 %                                             | 228                                 |
| 1999   | 12890               | 4,7 %                                             | 223                                 |
| 2000   | 13626               | 5,7 %                                             | 222                                 |
| 2001   | 14820               | 8,8 %                                             | 216                                 |
| 2002   | 15475               | 4,4 %                                             | 210                                 |
| 2003   | 16524               | 6,8 %                                             | 209                                 |
| 2004   | 15443               | -6,5 %                                            | 207                                 |
| 2005   | 15996               | 3,6 %                                             | Pas de donnée                       |
| 2006   | 16067               | 0,4 %                                             | 196                                 |
| 2007   | 17437               | 8,5 %                                             | 199                                 |
| 2008   | 18188               | 4,3 %                                             | 190                                 |
| 2009   | 18403               | 1,2 %                                             | 180                                 |
| 2010   | 16685               | -9,3 %                                            | 179                                 |
| 2011   | 14769               | -12,5%                                            | 175                                 |
| 2012   | 15357               | 3,9%                                              | 160                                 |
| 2013   | 16195               | 5,4%                                              | 155                                 |
| 2014   | 16705               | 2,7%                                              | 157                                 |
| 2015   | 17235               | 3.1%                                              | 149                                 |
| 2016   | 16828               | -2.3%                                             | 153                                 |
| 2017   | 18557               | 10.2%                                             | 146                                 |
| 2018   | 14939               | -19.5%                                            | 143                                 |
| 2019   | 13813               | -7.5%                                             | 141                                 |
| 2020   | 11100               | -19.6%                                            | 131                                 |